# فيوليت هورنر
فيوليت هورنر (بالإنجليزية: Violet Horner)‏ هي ممثلة أمريكية، ولدت في 25 مارس 1892 في نيويورك في الولايات المتحدة، وتوفيت في 6 يوليو 1970 في مقاطعة فولوسيا في الولايات المتحدة.

## وصلات خارجية
- فيوليت هورنر على موقع IMDb (الإنجليزية)
- فيوليت هورنر على موقع قاعدة بيانات الفيلم (الإنجليزية)